# Grande Touffe d'herbes
La Grande Touffe d'herbes (en allemand : Das große Rasenstück) est un dessin d'Albrecht Dürer à l'aquarelle et la gouache (41 × 31,5 cm), actuellement conservé dans la Collection graphique du musée Albertina à Vienne.
Daté en bas à droite (sur la terre du sol), il a été réalisé par l'artiste dans son atelier de Nuremberg en 1503. Il s'agit d'une étude représentant un ensemble de plantes sauvages, apparemment prises sur nature, comportant notamment des pissenlits et du grand plantain.
Le dessin est considéré, avec Le Lièvre (également conservé au musée Albertina), comme l'un des chefs-d’œuvre des études réalistes d'après nature effectuées par Dürer,. Il est également parfois tenu comme l'une des origines du genre de la nature morte.

## Contexte
En 1495, Dürer revient de ses années de voyage (« wanderjahre ») en Italie et s'installe à Nuremberg, où il ouvre son atelier. Il n'est alors âgé que de vingt-quatre ans, mais son atelier acquiert très vite une grande réputation en raison de la haute qualité de son travail. En 1500, il peint ce qui reste peut-être comme son œuvre la plus célèbre, son Autoportrait à la fourrure conservé à l'Alte Pinakothek de Munich. À la même époque, il réalise sur papier des œuvres de formats plus modestes centrées davantage sur l'étude de la nature, comme la Grande Touffe d'herbes effectuée en 1503 ou Le Lièvre, dessiné l'année précédente (25,1 × 22,6 cm, Vienne, Collection graphique du musée Albertina).

## Description
Le dessin ne représente qu'une grande touffe d'herbes sur un sol marécageux. Les espèces végétales sont rendues avec un tel degré de réalisme qu'elles peuvent  être précisément identifiées : on a ainsi reconnu le dactyle, l'agrostide stolonifère, le pâturin des prés, la pâquerette, le pissenlit, la véronique petit-chêne, le grand plantain, la langue de chien et l'achillée millefeuille.
Le cadrage n'est pas centré sur la touffe, légèrement décalée vers la gauche, alors que la partie droite du dessin laisse voir une « ligne d'horizon ». Les végétaux débordent à droite et à gauche de la feuille de papier, et certains, tels le grand plantain et le pissenlit, sont représentés de la fleur ou la pointe à la racine, montrée sous terre. Dürer représentera également des racines dans d'autres de ses œuvres comme dans la gravure intitulée Le Chevalier, la Mort et le Diable (1513).
Si le dessin donne l'impression, au premier coup d’œil, d'une étude d'après nature d'un simple morceau de gazon pris au hasard d'un bord de chemin, les raffinements de la composition et de l'exécution laissent plutôt penser à une étude effectuée en atelier, vraisemblablement à partir de spécimens copiés séparément. C'est aussi ce que suggère le fond laissé en blanc sur lequel se détachent les plantes, qui évoque les illustrations botaniques, voire les herbiers.

## Réception et analyse
Le savant humaniste Conrad Celtes a comparé l’œuvre de Dürer à l’œuvre littéraire du philosophe et scientifique médiéval Albertus Magnus. Comme Magnus, Dürer s'inspire en effet de l'observation de la nature.
La composition paraît peu ordonnée : les différentes racines, tiges et fleurs semblent en opposition les unes par rapport aux autres. Ce chaos apparent, associé à l'attention méticuleuse portée aux détails de chaque plante, confère à l'ensemble un grand réalisme. Bien que la touffe végétale en elle-même soit dense et continue, le fond blanc contraste toutefois avec cette impression de chaos, et impose au regard un certain sens de l'ordre qui confère à l'ensemble l'unité d'un microcosme.
Alors que le feuillet a été par la suite tenu par les historiens d'art pour une œuvre de premier plan, la représentation réaliste de la nature n'était vraisemblablement pas considérée comme une fin en soi pour Dürer, mais plutôt comme un simple moyen de mieux transmettre un message sacré dans ses plus grandes œuvres. La Grande Touffe d'herbes est donc à considérer comme une étude préliminaire en vue du développement ultérieur de son art. Le résultat peut être admiré dans ses peintures tout comme dans les détails de ses gravures, par exemple dans sa représentation d'Adam et Ève de 1504.
Daniel Arasse cependant oppose la Grande touffe d'herbes à d'autres dessins de Dürer, comme le Lucane cerf-volant (1505, Los Angeles, Paul Getty Museum) : alors que le second dessin représente une réelle étude destinée à être insérée dans des compositions à venir (par exemple, dans l'angle inférieur droit de L'Adoration des Mages de la Galerie des Offices, ou dans l'angle inférieur gauche de La Madone aux animaux du musée Albertina), le premier, par son ambition picturale et sa composition sur la page, peut être considéré comme une œuvre autonome, conduisant à l'apparition du genre des natures mortes.

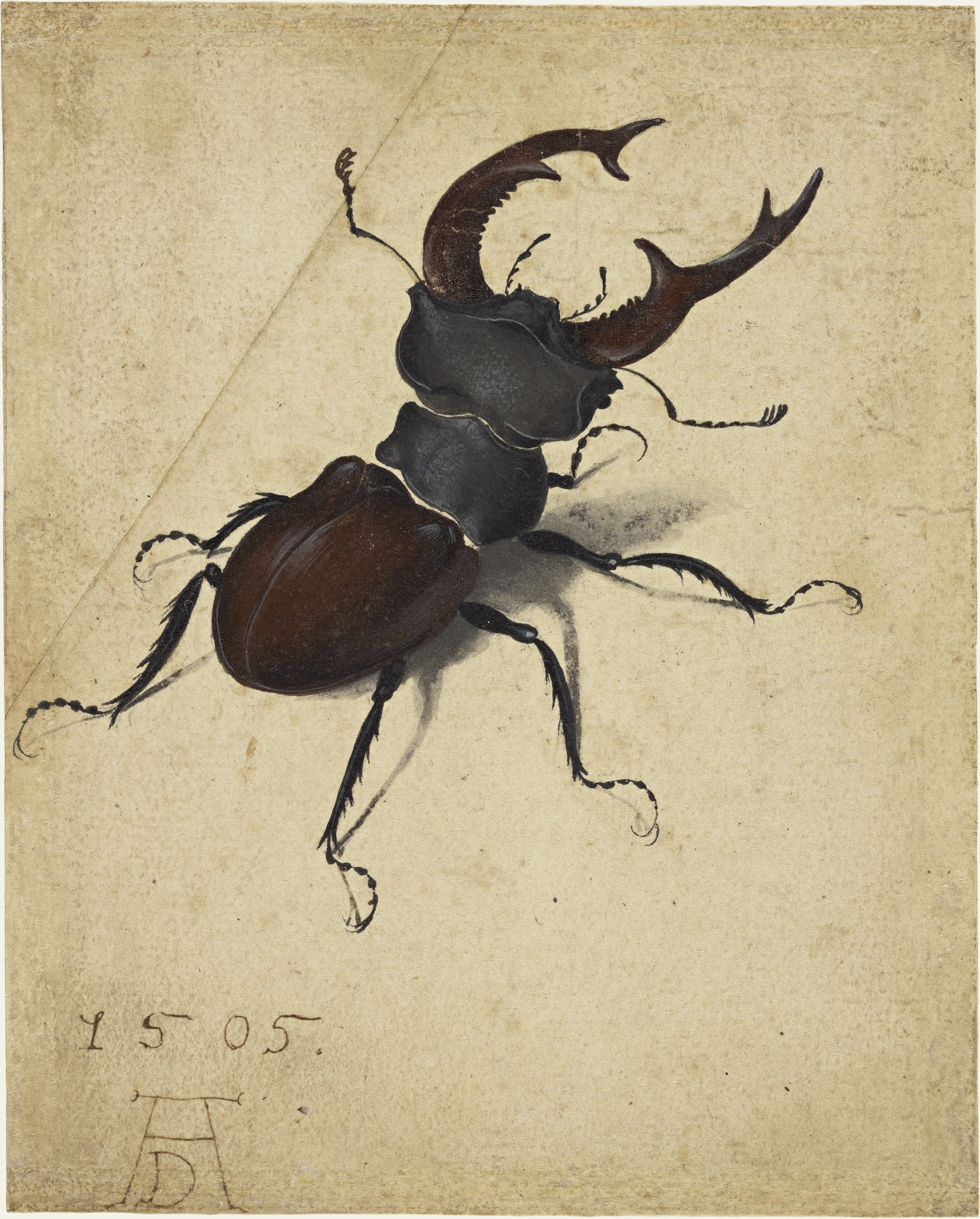
Lucane cerf-volant, 1505, aquarelle et gouache, 14,1 × 11,4 cm, Los Angeles, Getty Center
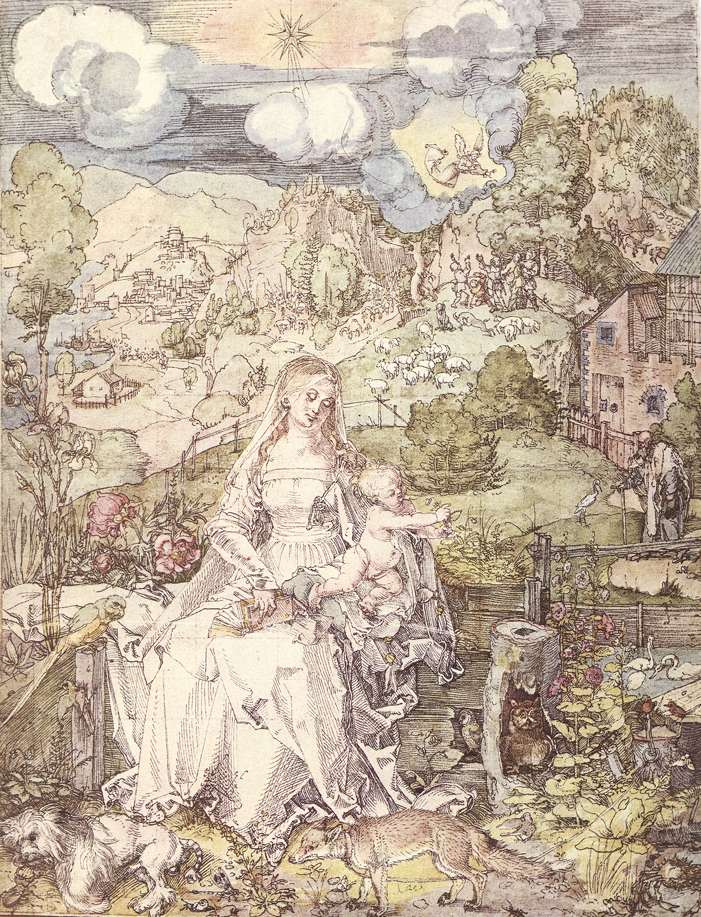
La Madone aux animaux, 1503, dessin à la plume, encre et aquarelle sur papier, 321 × 243 mm, Vienne, Musée Albertina
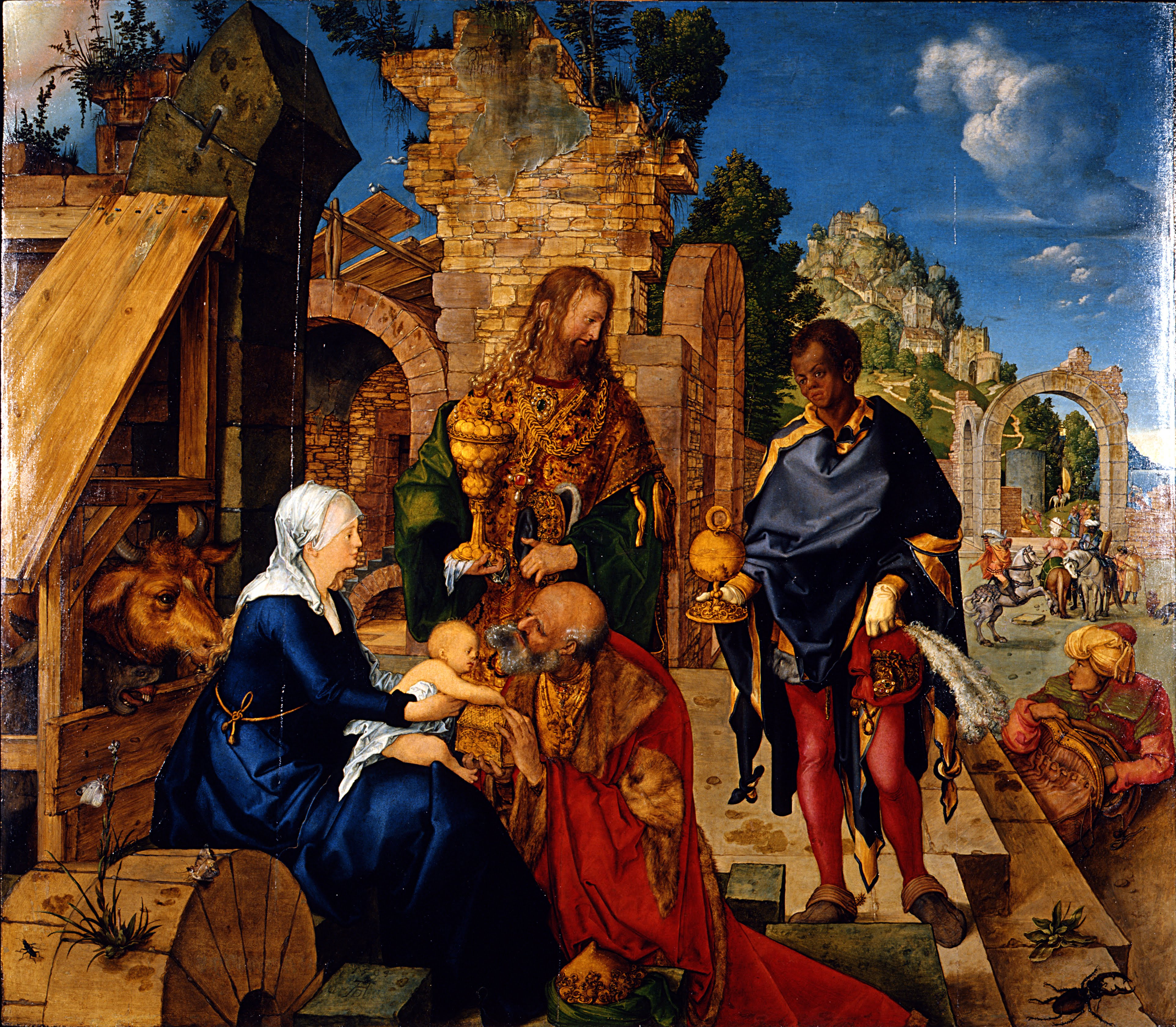
L’Adoration des mages, 1504, huile sur panneau, 99 × 113,5 cm, Florence, Galerie des Offices

#### Ouvrages
- (en) Jane Campbell Hutchinson, Albrecht Dürer : A Biography, Princeton, Princeton University, 1990 (ISBN 0-691-00297-5), p. 57
- Ernst Hans Gombrich, Histoire de l'Art, Phaidon, 2001, 7e éd. (1re éd. 1950) (ISBN 0-7148-9207-6), p. 345-346
- Daniel Arasse, Le Détail : Pour une histoire rapprochée de la peinture, Paris, Flammarion, 2008 (1re éd. 1992), 384 p. (ISBN 978-2-08-121740-9), p. 136-139

#### Articles
- (en) Donald B. Kuspit, « Dürer's Scientific Side », Art Journal, vol. 32, no 2,‎ 1972-1973, p. 163-171 (DOI 10.2307/775728, JSTOR 775728)
- (de) Heinz Widauer, « Das große Rasenstück, Inv. 3075 », Albertina Sammlungen online, 2003 (consulté le 8 mars 2014)
- (en) Tom Lubbock, « Dürer, Albrecht : The Large Turf (1503) », The Independent,‎ 18 janvier 2008 (lire en ligne)
- Françoise Piquet-Vadon, « La Grande Touffe d’herbes d’Albrecht Dürer (1503) », Société française d'illustration botanique,‎ 2 avril 2013 (lire en ligne, consulté le 11 mars 2014)

### Vidéos
- (en) Dr. Beth Harris, Dr. Steven Zucker, « Dürer's The Large Piece of Turf », Smarthistory at Khan Academy (consulté le 8 mars 2014)
- (en) Philip Paar (modélisation et animation 3-D par Lenné3D et Jan Walter Schliep), « Inside The Large Piece of Turf : Albrecht Dürer's Wonderland », lenne3d.com, 2006-2009 (consulté le 8 mars 2014)